# Решетняк Пилип Несторович
Пилип Нестерович Решетняк (1902, тепер село Артемівка Амвросіївського району Донецької області — ?) — український радянський і компартійний діяч, депутат Верховної Ради СРСР 2—4-го скликань, депутат Верховної Ради УРСР 2-го і 5-го скликань. Кандидат у члени ЦК КПУ в 1952—1960 рр.

## Життєпис
Народився у селянській родині. Отримав початкову освіту. З 1918 до 1920 року був наймитом в селі Артемівка біля Бахмута. У 1920—1923 роках — забійник шахти № 9 Сніжнянського району Донбасу.
У 1923—1926 роках — солдат 285-го стрілецького полку Червоної армії. У 1926—1928 роках — голова кооперації села Артемівка Амвросіївського району Донбасу. У 1928—1931 роках — голова Артемівської сільської ради Амвросіївського району Донбасу. Член ВКП(б) з 1931 року.
У 1931—1932 роках — завідувач відділу комунального господарства Амвросіївського райвиконкому. У 1932—1933 роках — голова Іловайської селищної ради Донецької області. У 1933—1936 роках — заступник завідувача відділу Макіївської міської ради Донецької області. У 1936—1937 роках — заступник голови виконавчого комітету Макіївської міської ради Донецької області. У 1937—1938 роках — голова виконавчого комітету Макіївської міської ради Донецької області.
У 1938—1939 роках — секретар виконавчого комітету Сталінської обласної Ради депутатів. У 1939 — квітні 1941 року — заступник голови виконавчого комітету Сталінської обласної Ради депутатів трудящих. У грудні 1940 — квітні 1941 року — в.о. голови виконавчого комітету Сталінської обласної Ради депутатів трудящих.
У квітні 1941 — березні 1944 року — голова виконавчого комітету Сталінської обласної Ради депутатів трудящих. Під час німецько-радянської війни був уповноваженим військової ради Сталінградського і Південного фронтів.
У березні 1944 — лютому 1949 року — голова виконавчого комітету Волинської обласної Ради депутатів трудящих.
У грудні 1948 — грудні 1949 року — слухач курсів перепідготовки перших секретарів обкомів при ЦК ВКП(б) у Москві.
У січні 1950 — 6 січня 1960 року — голова виконавчого комітету Ворошиловградської (Луганської) обласної Ради депутатів трудящих. Звільнений з посади «за станом здоров'я».

## Нагороди
- два ордени Леніна (23.01.1948, 26.02.1958)
- орден Вітчизняної війни 1-го ст.
- ордени
- медалі